# 阿塞拜疆历史
阿塞拜疆是一个位于欧洲和亚洲交界区域之一的高加索地区国家。她东部至里海，北面至俄罗斯达吉斯坦地区，西北部至格鲁吉亚，西南部至亚美尼亚和土耳其，南部为伊朗。阿塞拜疆是一个多民族的国家，其中大部分是阿塞拜疆族。它是一个具有900万人口突厥族群。

## 史前
在青铜时代到铁器时代，受到苏美尔人和埃兰人的文明影响，今阿塞拜疆的人们走到了一个十字路口。各种高加索居民在今南高加索定居。其中高加索阿尔巴尼亚人最为有名。
在公元前8世纪，半游牧的辛梅里安人和斯基泰人在曼努亞地区定居。
公元前9世纪，阿塞拜疆历史上文字记载的第一个中央集权国家马纳建立。

## 古典时期
公元3世紀，阿塞拜疆處於波斯人的統治之下。自米底王国被推翻之后，在公元前6世纪，整个阿塞拜疆境内被波斯帝国居鲁士大帝所占领。在帝国持续了将近250年之后，亚历山大大帝征服了这里，这个使得希腊文化在此兴起。在亚历山大大帝于公元前323年死后，塞琉古帝国继承了高加索地区。

## 中世纪
公元642年被阿拉伯哈裡發國(阿拉伯帝國)征服，9世紀-16世紀遭受土耳其人、蒙古人和波斯人的入侵。

## 伊朗萨法维王朝
由伊斯梅爾一世领导的萨法维人，从他们的基地阿尔达比勒开始扩张。他们征服高加索地区以及安纳托利亚東部、美索不达米亚、中亚的部分区域和南亚西部部分地区。

## 18世纪和19世纪早期
1828年，阿塞拜疆一部分歸並於俄羅斯高加索總督區，其余部分作為波斯的一個省保留了下來。

## 俄国统治
随着被沙俄击败，波斯的凯加被迫于1813年签订了古丽条约。波斯承认割让达吉斯坦，格鲁吉亚和阿塞拜疆大部给予俄罗斯。

## 阿塞拜疆民主共和国
1917年11月建立了一個獨立的阿塞拜疆民主共和國。

## 苏维埃阿塞拜疆

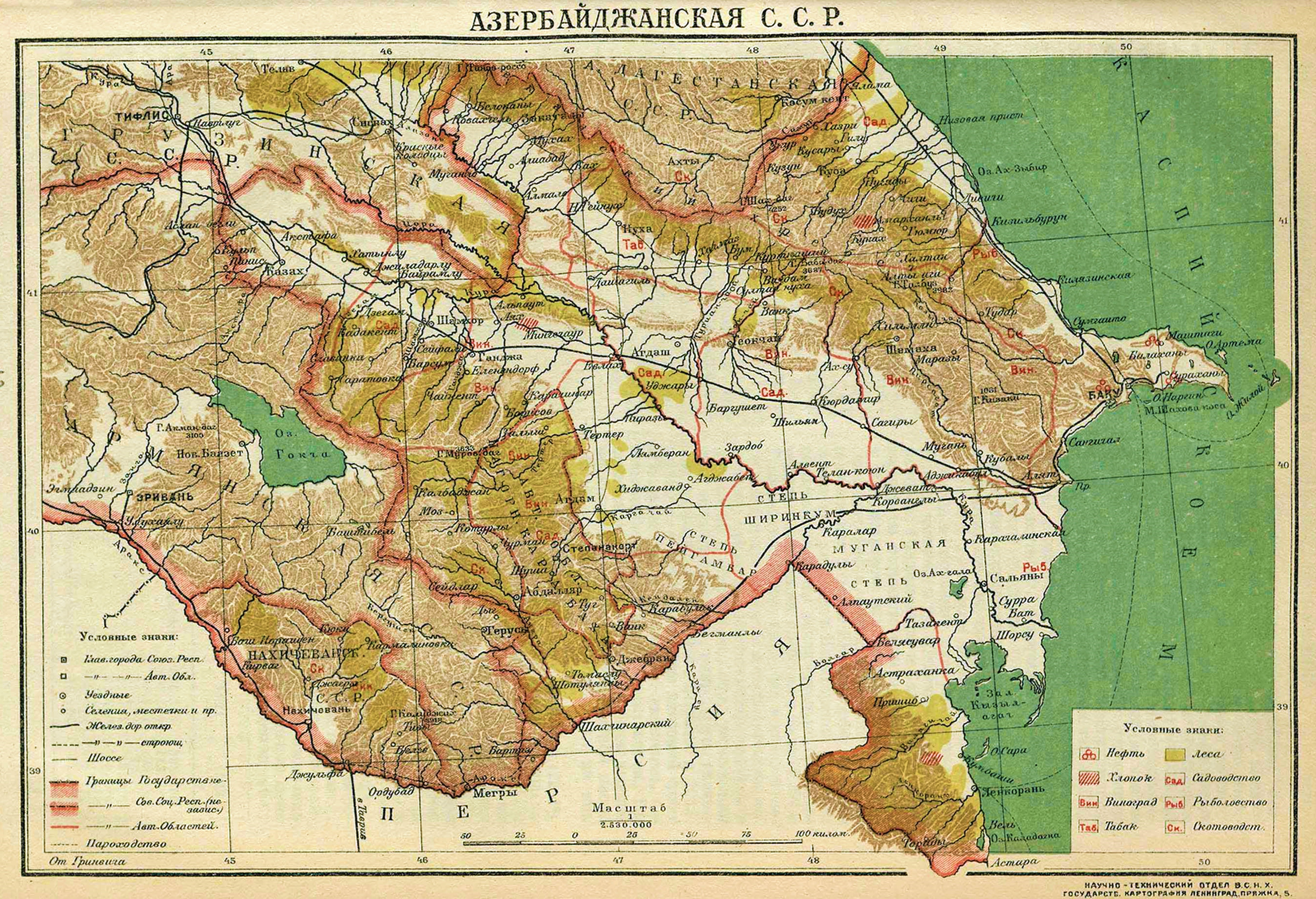
阿塞拜疆苏维埃社会主义共和国

1920年4月28日宣布成立阿塞拜疆蘇維埃社會主義共和國，1922年3月12日加入外高加索蘇維埃聯邦社會主義共和國。1936年12月5日直接成為蘇聯加盟共和國。
1941年至1945年的苏德战争中，当时有340万人口的阿塞拜疆有681,000人其中超过10万名女性上前线参战，约250,000人阵亡。超过130名阿塞拜疆人获得苏联英雄称号。

## 独立阿塞拜疆

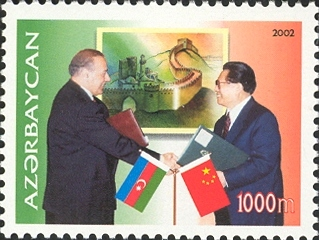
中國和阿塞拜疆的高峰會紀念郵票

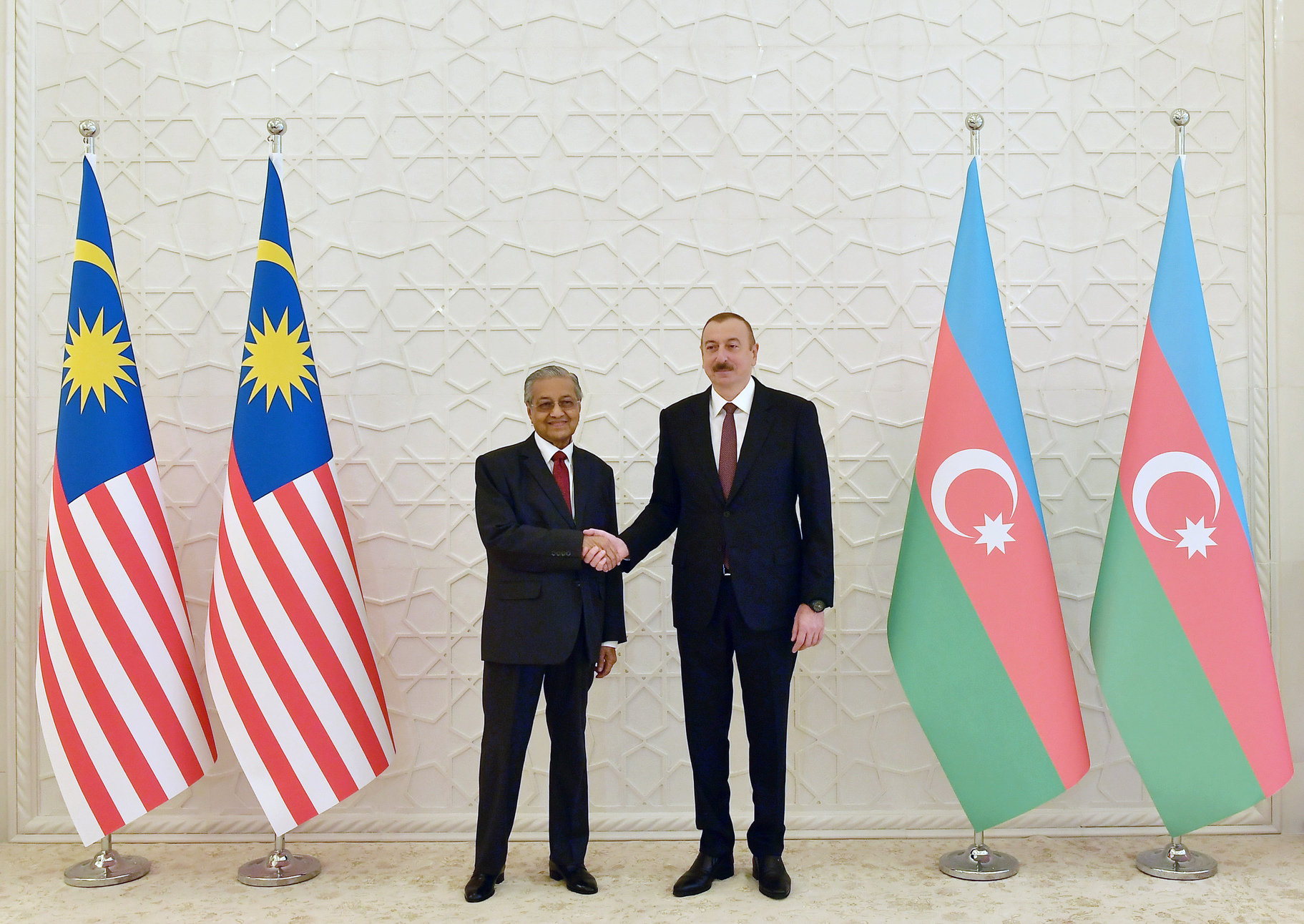
阿塞拜疆总统伊利哈姆·阿利耶夫和马来西亚首相马哈迪·莫哈末（2019年10月26日）

1991年8月30日阿塞拜疆蘇維埃社會主義共和國宣布獨立，並通過獨立宣言，成立阿塞拜疆獨立共和國；即今阿塞拜疆共和國。

## 2009年阿塞拜疆憲法公民投票
阿塞拜疆于2009年5月18日举行了立宪公投。
这项宪法修正案包括了29项单独表决的措施，但其中最具争议的内容是通过了废除总统任期限制和大幅限制新闻自由，该修正案的赞成率约为87.14%～91.76%，不赞成率约为4.59%～7.24%，无效票约为3.64%～5.70%；总投票率为71.08%。
在该宪法修正案通过后歐洲法治民主委員會对于修正案内容予以谴责，委员会指出，“从民主成就的角度来看，取消禁止总统无限期连任的限制是一种制度上的倒退”。
悉尼大学法学院法学教授Wojciech Sadurski在法律意见中指出，阿塞拜疆政府通过该修正案的行为违反了透明度原则和《欧洲人权公约》所规定的条例和国际限制。 同时该修正案同时也受到阿塞拜疆反对派的批评。
根據2013的年修正案，伊利哈姆·蓋達爾·奧格雷·阿利耶夫第二次连任總統。